# COACTIV
COACTIV ist eine Ergänzungsstudie zur deutschen PISA-Untersuchung 2003/04. In der COACTIV-Hauptstudie wurden die Mathematiklehrkräfte der PISA-Klassen 2003/04 befragt und getestet. Zentraler Bestandteil von COACTIV sind die Tests zum fachdidaktischen Wissen und zum Fachwissen von Mathematiklehrkräften der Sekundarstufe.
Die Studie leistet einen weithin rezipierten Beitrag zum Lehrerwissen in der Mathematik und hatte Auswirkungen auf die Lehrerausbildung.

## Name
COACTIV ist eine Abkürzung und steht für das Projekt „Cognitive Activation in the Classroom: The Orchestration of Learning Opportunities for the Enhancement of Insightful Learning in Mathematics“.
Der deutsche Titel ist „Professionswissen von Lehrkräften, kognitiv aktivierender Mathematikunterricht und die Entwicklung mathematischer Kompetenz“.
Die Nachfolgestudie COACTIV-R im Jahr 2007 beschäftigte sich mit dem Wissen von Referendaren.

## Aufbau der Studie
COACTIV ist eine Ergänzungsstudie zur deutschen PISA-Untersuchung 2003/04 und wurde von Jürgen Baumert (Max-Planck-Institut für Bildungsforschung, Berlin), Werner Blum (Kassel) und Michael Neubrand (Oldenburg) durchgeführt.
Zweimal im Abstand von einem Jahr (Ende der 9., Ende der 10. Klasse) wurden Mathematiklehrkräften der in PISA untersuchten Klassen getestet und befragt.
Geprüft wurden sowohl das fachliche als auch das fachdidaktische Wissen.
Fachwissen
ist dabei profundes mathematisches Verständnis des Schulstoffs, das aus Sicht der akademischen Forschung als „Elementarmathematik“ bezeichnet würde. Es geht über Alltagswissen und gutes Schulwissen eines Schülers der Jahrgangsstufe hinaus.
```
Beispiel: „Begründen Sie warum 0,9999… = 1 ist!“
```

Fachdidaktisches Wissen
ist pädagogisch-psychologisch orientiertes mathematisches Wissen darüber, wie Mathematik Schülern zugänglich gemacht werden kann. Dies betrifft zum Beispiel die Wahl bestimmter Aufgaben oder Veranschaulichungen.
```
Beispiel: „S fragt: ‚Ich verstehe nicht, warum (-1)∙(-1) = 1‘
Erläutern Sie ihm/ihr den Sachverhalt auf möglichst vielen verschiedenen Wegen.“
```

Zusätzlich wurden weitere Merkmale wie Motivation und Belastbarkeit der Lehrer ermittelt.

## Teilnehmer
Es gingen Daten von 198 Lehrkräften ein, davon waren 85 (43 %) weiblich. Das Durchschnittsalter der teilnehmenden Lehrkräfte war 47,2 (SD = 8,5; Altersspanne: 28 – 65). 85 Lehrkräfte unterrichteten Mathematik am Gymnasium, 70 an der Realschule, 21 an einer Gesamtschule und 22 an Mittel-, Sekundar- oder Regelschulen.

## Methodik
Die Datenquellen und Erhebungsinstrumente lassen sich nach Lehrer, Unterricht und Schüler gruppieren. Die Lehrer füllten schriftliche und computerbasierte Fragebögen aus. Zudem wurden Wissenstests durchgeführt.
Der Unterricht wurde mit Hilfe der Lehrer- und Schülerbefragungen, sowie mit Begutachtung von Hausaufgaben, Unterrichtsaufgaben und Klassenarbeiten ausgewertet. (45.000 Aufgaben wurden klassifiziert.)
Für die Gruppe der Schüler gab es die vorliegenden PISA-Ergebnisse und standardisierte Fragebögen.
Die Instrumente zur Datenerhebung werden vom Verbund Forschungsdaten Bildung vorgehalten. Die Skalendokumentation der Fragebogenerhebung ist frei zugänglich.

## Ergebnisse

### Unterrichts- und Aufgabenkultur
Ein kognitiv aktivierender und selbstständigkeitsfördernder Unterricht kam nur selten vor. Wichtigster Beleg war eine homogene mathematische Aufgabenkultur: Weder die unterschiedliche Funktion einer Aufgabe, noch die Schulform bewirken eine größere Variation bezogen auf ein kognitiv aktivierendes Potenzial. Diese Aufgabenkultur wird vor allem durch die Orientierung an Kalkülen dominiert. Die gestellten Aufgaben boten nur selten Gelegenheit zur gehaltvollen Auseinandersetzung mit mathematischen Inhalten. Es findet sich ein hoher Anteil (50 %) an technischen Aufgaben, die mittels bekannter mathematischer Prozeduren gelöst werden können.
Schüler der Hauptschule berichten von einem Unterricht, der durch individuelle Unterstützung und kognitive Herausforderungen bei einem gleichzeitig hohen Ausmaß an Störungen und Disziplinproblemen gekennzeichnet ist.
Gymnasialschüler hingegen beschreiben einen störungsarmen, wenig fordernden Unterricht, in welchem sie sich von der Lehrkraft wenig individuell unterstützt fühlen. Lehrer- und Schülerurteile stimmen hierbei weitgehend überein.

### Fachwissen und fachdidaktisches Wissen
Ein solides Fachwissen über die Hintergründe der Schulmathematik ist offenbar eine unabdingbare Voraussetzung für fachdidaktisches Wissen. Keinesfalls gilt aber, dass Fachwissen das fachdidaktische Wissen ersetzen kann. Im Vergleich zwischen gymnasialen und nichtgymnasialen Lehrkräften zeigte sich der deutlichste Unterschied im Fachwissen, allerdings erzielten die gymn. Lehrkräfte auch beim fachdidaktischen Wissen bessere Leistungen. Zugleich geht niedriges fachdidakt. Wissen immer mit niedrigem Fachwissen einher. Niedriges Fachwissen lässt sich nicht mit fachdidakt. Wissen kompensieren.
- Das fachdidaktische Wissen allein sagt das Ausmaß der kognitiven Aktivierung der Schüler im Unterrichtsgeschehen voraus. Je mehr eine Lehrkraft darüber weiß, wie mathematische Inhalte verfügbar gemacht werden können, desto herausfordernder erleben die Schüler den Unterricht. Keine der anderen Facetten hatte einen zusätzlichen Erklärungswert für das Niveau der kognitiven Aktivierung.

### Unterrichtserfahrung
Es ergibt sich keinerlei positiver Zusammenhang zwischen Unterrichtserfahrung (Anzahl der bislang unterrichteten Jahre) und Fachwissen bzw. fachdidaktischem Wissen.
Dies legt nahe, dass das Wissen von Mathematiklehrkräften im Wesentlichen in der Ausbildung erworben wurde.

### Enthusiasmus
Es wurde zwischen zwei Arten von Begeisterung unterschieden: Enthusiasmus für das Fach und Enthusiasmus für das Unterrichten. Nur der Enthusiasmus für das Unterrichten ging nachweislich mit Vorteile in der Unterrichtsqualität einher. Begeisterung für das Fach hatte keine nachweisbaren direkten Auswirkungen auf die Unterrichtsqualität.

### Berufliche Beanspruchung
Der Unterricht von Lehrern, die nach eigenen Angaben unter beruflicher Beanspruchung bzw. Erschöpfung litten, wurde von ihren Schülern weniger positiv bewertet.

## Rezeption
Die Ergebnisse der Studie wurden in vielen Medien diskutiert, vor allem weil sie den gängigen Vorurteilen über Lehrer entgegenstehen.
Unter anderem in der ZEIT, der FAZ und der Süddeutschen Zeitung.